# Naratettix
Naratettix (лат.) — род цикадок из отряда полужесткокрылых. (триба Dikraneurini).

## Описание
Цикадки длиной около 3—4 мм. Жёлтые, несколько дорсовентрально уплющенные, часто с оранжевым рисунком на темени и спинке. В Палеарктике 12 видов. Naratettix koreanus связаны с древесной и кустарниковой растительностью.
- Naratettix koreanus (Matsumura, 1915) — Россия (Дальний Восток), Корея[4]
- Naratettix zini Dworakowska, 1972